# Lapwai
Lapwai, Nez Perce banda nekada naseljena na ušću Lapwai Creeka u Idahu a danas na istoimenom rezervatu Lapwai (Indijanski rezervat)|Lapwai ili Nez Perce. Swanton ovu bandu nema na svome popisu. 